# 町山智浩のアメリカの今を知るTV In Association With CNN
『町山智浩のアメリカの今を知るTV In Association With CNN』（まちやまともひろのアメリカのいまをしるテレビインアソシエーションウィズシーエヌエヌ）は、BS朝日で放送されていたテレビ番組であり、町山智浩の冠番組であった。2018年4月7日より現在の題名でレギュラー放送となった。
2016年9月13日から2018年3月13日までは『町山智浩のアメリカの“いま”を知るTV』（まちやまともひろのアメリカの“いま”をしるテレビ）として放送。当初は特別番組であったが、2016年10月から2018年3月までは、第7弾まで概ね毎月1回（各回60分）、第8弾からは月に2回（各回30分）のペースで放送されていた。
スポンサーを付けず報道枠で放送が続いていたが、2023年10月21日から『“いま”を知るTV』時代と同様毎月1回54分の放送となり、2024年3月16日放送分で、次回以降の特番時代と同様の不定期番組化を発表し、2025年2月5日放送分をもって終了した。

## 概要
アメリカ在住の町山智浩がMC・レポーターを担当し、米国人の父を持つ藤谷文子や黒沢レイラ、そして『CNNサタデーナイト』のキャスターである杉山セリナらを聞き手役のゲストに迎え、 政治や社会情勢とショウビズ界の密接な関係について解説する。第1弾及び第2弾では、アメリカ大統領選において何故にトランプが強いのか、その背景について、映画やアメリカ史を通してMCの町山が分析した。第3回以降は、大統領選挙以外にもカリフォルニア州での大麻合法化等、アメリカ文化の「今」について紹介する。現代アメリカの時事問題を取り扱っているが、その背景にあるアメリカ文化を映画を通して町山が分析することにより、アメリカの政治文化の現状だけでなく、アメリカ映画やエンタメを紹介する意味合いの強い番組となっている。番組の大部分は放送の翌週BS朝日のYoutubeチャンネルで配信されるため、衛星放送の受信環境になくても概要を知る事が出来る。
2020年に入ると新型コロナウイルスのパンデミックを受け、アナウンサーを交えたスタジオ収録は無くなり、町山と藤谷によるコメント・解説は全てリモート収録され、流行が沈静化した後も一部の回を除きこのスタイルが続いた。リモート収録の利点を活かして2022年4月に開設されたYouTubeチャンネルの『町山&藤谷のアメTube - Unstoppable with Tomo -』では、町山・藤谷のトークがほぼ毎週アップロードされていた。BS朝日の番組に収まらないアメリカ国外の話題まで網羅したものだが、こちらもBSの不定期放送移行に合わせ2024年3月をもって更新されていない状況となっていた。
最終回で町山は第2次トランプ政権発足を憂い、国家を挙げた移民排斥の動きと自身と家族のアメリカ永住について不安も漏らしたが、「闘う」と宣言し放送翌日からYouTubeチャンネル『町山智浩のアメリカの今を知るYouTube』で発信を継続するとしていたが、動画は同月中に削除されている。

## 出演者

### MC・レポーター
- 町山智浩

### アシスタント
- 藤谷文子：レギュラー
- 黒沢レイラ：第4弾に出演
- 杉山セリナ（『CNNサタデーナイト』・『CNNフォーカス』キャスター）：第5弾およびレギュラー版第7回 - 12回、27回 - 31回に出演
- 村本大輔：第14 - 16弾に出演
- 大木優紀：レギュラー版第36回、40回、41回、43回、48回 - 51回、特番、64回 - 66回に出演

### ナレーター
- 東海林舞

### ゲスト
- 渡辺徹：特番に出演
- 内田恭子：特番に出演
- 松嶋尚美：特番に出演
- 桃井かおり：第83回に出演
- 野沢直子：第83回、127回、128回に出演
- 洞口依子：第86回、232回に出演
- 小林克也：第106回に出演
- 井浦新：第268回に出演[8]

## 放送内容
| 回 | 放送日         | テーマ                                                                                    | アシスタント | 放送時間 |
| -- | -------------- | ----------------------------------------------------------------------------------------- | ------------ | -------- |
| 1  | 2016年 9月13日 | アメリカ大統領選                                                                          | 藤谷文子     | 60分     |
| 2  | 10月19日       | アメリカ大統領選直前                                                                      | 藤谷文子     | 60分     |
| 3  | 11月22日       | トランプ勝利後のアメリカとカリフォルニア州大麻合法化                                      | 藤谷文子     | 60分     |
| 4  | 12月20日       | アメリカのクリスマス                                                                      | 黒沢レイラ   | 60分     |
| 5  | 2017年 2月1日  | トランプ新大統領誕生後のアメリカ                                                          | 杉山セリナ   | 60分     |
| 6  | 3月21日        | 移民社会                                                                                  | 藤谷文子     | 60分     |
| 7  | 5月18日        | トランプ政権の100日                                                                       | 藤谷文子     | 60分     |
| 8  | 6月7日         | ホワイトウォッシュ問題                                                                    | 藤谷文子     | 30分     |
| 9  | 6月29日        | LGBTとトランプ政権                                                                        | 藤谷文子     | 30分     |
| 10 | 7月13日        | LGBTQとハリウッド映画                                                                     | 藤谷文子     | 30分     |
| 11 | 7月27日        | ファストフードとアメリカ社会                                                              | 藤谷文子     | 30分     |
| 12 | 8月24日        | アメリカンコミック（アメコミ）が本当に伝えたい事                                          | 藤谷文子     | 30分     |
| 13 | 8月31日        | アメコミ超大作「ワンダーウーマン」                                                        | 藤谷文子     | 30分     |
| 14 | 9月11日        | 激化するアメリカの白人至上主義〜前編                                                      | 村本大輔     | 30分     |
| 15 | 9月19日        | 激化するアメリカの白人至上主義〜後編                                                      | 村本大輔     | 30分     |
| 16 | 10月7日        | アメリカのコメディは何故 政治的か?                                                        | 村本大輔     | 30分     |
| 17 | 11月4日        | ハリウッドのセクハラスキャンダル ハーヴェイ・ワインスタイン、米ショウビズ界の“セクハラ史” | 藤谷文子     | 30分     |
| 18 | 12月2日        | アメリカは何故、銃を捨てられないのか?                                                     | 藤谷文子     | 30分     |
| 19 | 2018年 2月10日 | アカデミー賞&授賞式 大胆予想!                                                             | 藤谷文子     | 30分     |
| 20 | 3月13日        | トランプ版“大統領の陰謀”                                                                  | 藤谷文子     | 60分     |

- 過去の放送内容が第7弾より、YoutubeのBS朝日公式チャンネルにアップされており、番組公式ウェブサイトのバックナンバーよりリンクされている。

| 回   | 放送日         | テーマ |
| ---- | -------------- | --- |
| 1    | 2018年 4月7日  | 徹底解説!銃社会アメリカの真実（前編） |
| 2    | 4月14日        | 徹底解説!銃社会アメリカの真実（後編） |
| 3    | 4月21日        | スポーツスキャンダル映画が凄い! |
| 4    | 4月28日        | 全米を揺るがすオピオイド問題 |
| 5    | 5月5日         | 新ビジネス続々!マリファナ自由化の衝撃 |
| 6    | 5月12日        | アメリカで最も危険な街!コンプトンの現在 |
| 7    | 5月19日        | 政治ジョークを徹底解説!ホワイトハウス記者晩さん会 |
| 8    | 5月26日        | トランプ大統領 ハッシュマネー（口止め料）疑惑 |
| 9    | 6月2日         | 日本人の知らないアメリカ・パート（1） トランプ大統領の敬愛するアンドリュー・ジャクソンって誰? |
| 10   | 6月9日         | 日本人の知らないアメリカ・パート（2） 潜入取材!白人至上主義の真実 |
| 11   | 6月16日        | 黒人大スター、ビル・コスビー有罪判決の衝撃 |
| 12   | 6月23日        | 日本人が知らないアメリカ・パート（3） ミュージックシティ ナッシュビルがアツい! |
| 13   | 6月30日        | フェイスブックとロシア疑惑 |
| 14   | 7月7日         | SNS時代のレイシズム |
| 15   | 7月14日        | アメリカ人が熱狂!過激プロレスの全て! |
| 16   | 7月21日        | CNNドキュメント 刑務所のフェミニズム教育 |
| 17   | 7月28日        | ロッキー名所ツアーinフィラデルフィア |
| 18   | 8月11日        | 日本人の知らないアメリカ・パート（4） 〜友愛の街・フィラデルフィア〜 |
| 19   | 8月18日        | トランプ政権の不法移民政策 |
| 20   | 8月25日        | ハリウッドのスタントマン事情 |
| 21   | 9月1日         | 日本人の知らないアメリカ・パート（5） ポートランド「裸で自転車イベント」体験 |
| 22   | 9月8日         | 日本人の知らないアメリカ・パート（6） ポートランドでヘンテコなお店めぐり |
| 23   | 9月15日        | 日本人の知らないアメリカ・パート（7） トレンド発信都市、知られざるポートランド |
| 24   | 9月22日        | 日本ではほとんど紹介されない!? 「クリスチャン・ロック」の世界に潜入! |
| 25   | 9月29日        | 傑作選&未公開スペシャル |
| 26   | 10月6日        | ネバダ州リノのカジノ&合法売春宿に潜入! |
| 27   | 10月13日       | CNN特集 米大学の闇 大量飲酒強要事件の真相 |
| 28   | 10月20日       | 日本人の知らないアメリカ・パート（8） 驚異の重武装おじさん ドラゴンマンの全て!（前編） |
| 29   | 10月27日       | 日本人の知らないアメリカ・パート（8） 驚異の重武装おじさん ドラゴンマンの全て!（後編） |
| 30   | 11月3日        | どうなるトランプ政権!?アメリカ中間選挙を徹底解説! |
| 31   | 11月10日       | カウボーイに見るアメリカンスピリッツとは |
| 32   | 11月17日       | CNNドキュメント 新しい性、アジェンダ―とは?! |
| 33   | 11月24日       | どうなるトランプ政権!? アメリカ中間選挙を総括 |
| 34   | 12月1日        | 政治討論がフェスに!? 巨大政治イベント・ポリティコンに潜入!（前編） |
| 35   | 12月8日        | 政治討論がフェスに!? 巨大政治イベント・ポリティコンに潜入!（後編） |
| 36   | 12月22日       | ジョン・レノンとアメリカ |
| 37   | 12月29日       | CNNドキュメント ネット依存 |
| 38   | 2019年 1月5日  | 傑作選&未公開スペシャル 第2弾 |
| 39   | 1月12日        | CNNドキュメント 全米最凶ギャングMS-13とは |
| 40   | 1月19日        | 移民・難民問題に揺れる国境の街、 テキサス州マッカレン（前編） |
| 41   | 1月26日        | 移民・難民問題に揺れる国境の街、 テキサス州マッカレン（後編） |
| 42   | 2月2日         | 世界に広がる女子プロスポーツ ローラーダービーがアツい! |
| 43   | 2月9日         | CNN特集 擬人化された動物キャラ愛好者「ファーリー」 |
| 44   | 2月16日        | CNN特集 アメリカ民主主義の危機 投票権を巡る戦い |
| 45   | 2月23日        | いよいよ発表直前!第91回アカデミー賞徹底解説 |
| 46   | 3月2日         | ロックの聖地「サンセット・ストリップ」をゆく |
| 47   | 3月9日         | CNN特集 アメリカ大統領「弾劾」の歴史 |
| 48   | 3月16日        | 知識の宝庫!ロサンゼルス博物館めぐり（1） 「ハリウッド博物館」 |
| 49   | 3月23日        | 知識の宝庫!ロサンゼルス博物館めぐり（2） 「"食文化"と"死"について考えるミュージアム」 |
| 50   | 3月30日        | レギュラー放送一周年記念! 傑作選&未公開スペシャル |
| 51   | 4月6日         | カリスマ創業者たちの戦い |
| 52   | 4月13日        | ハリウッドセレブも!?アメリカ大学不正入学問題! |
| 53   | 4月20日        | 知られざるアメリカの歴史 アラバマ州（1） アメリカの歴史が詰まった都市モンゴメリー |
| 54   | 4月27日        | 知られざるアメリカの歴史 アラバマ州（2） 人種差別との戦い 2つのバス事件 |
| 55   | 5月4日         | 知られざるアメリカの歴史 アラバマ州（3） キング牧師の戦い |
| 56   | 5月11日        | 知られざるアメリカの歴史 アラバマ州（4） セルマの行進 |
| 57   | 5月18日        | 墓地が一大エンタメ施設に!?アメリカ最新お墓事情 |
| 58   | 5月25日        | 86歳の最強おばあちゃんが全米で大ブレイク!? ルース・ベイダー・ギンズバーグ合衆国最高裁判事 |
| 59   | 6月1日         | 現代につながる怪事件 セイラム魔女裁判の真相 |
| 60   | 6月8日         | 全米で最もハロウィンが盛り上がる!? 「魔女の街」セイラムの今 |
| 61   | 6月15日        | アメリカの始まりを知る企画 第1弾 始まりの地「プリマス」と感謝祭 |
| 特番 | 6月17日        | アメリカ社会の3大ギモン （1）なぜアメリカは銃を手放せないのか? （2）なぜアメリカは映画やコメディで政治を揶揄することができるの? （3）なぜ人種差別は無くならないのか? ミニコーナー「アメリカ横断 マチヤマクイズ」 |
| 62   | 6月22日        | アメリカの始まりを知る企画 第2弾 ボストン ティーパーティー事件 |
| 63   | 6月29日        | アメリカの始まりを知る企画 第3弾 「愛国者の日」って何?アメリカ建国への序章 |
| 64   | 7月6日         | 悪魔を崇拝する人々の総本山サタニック・テンプル |
| 65   | 7月13日        | 古き良きアメリカの文化を後世に伝える アメリカ人の心のふるさと「ルート66」 |
| 66   | 7月20日        | アメリカ人の心のふるさと「ルート66」 モータリゼーションから生まれた食文化を紹介 |
| 67   | 7月27日        | 全米を二分する大問題 人工中絶禁止の背景を徹底解説 |
| 68   | 8月3日         | LGBT最大の祭典 熱狂のプライド・パレード〜前編 |
| 69   | 8月10日        | LGBT最大の祭典 熱狂のプライド・パレード〜後編 |
| 70   | 8月17日        | 日本人の知らないアメリカシリーズ 五大湖の一つミシガン湖に面するシカゴの歴史編 |
| 71   | 8月31日        | シリーズ：知られざるアメリカの歴史 米産業の最重要都市、シカゴ ギャング編 |
| 72   | 9月7日         | 日本人の知らないリンカーン大統領 生い立ち編 |
| 73   | 9月14日        | 日本人の知らないリンカーン大統領 大統領編 |
| 74   | 9月21日        | 映画の聖地巡礼! ちょっとおバカな超マニアックシカゴ観光ツアー |
| 75   | 9月28日        | ハードロック、ヘヴィ・メタルの原点!? シカゴブルースってどんな音楽? |
| 76   | 10月5日        | 2019年上半期 傑作選&未公開スペシャル |
| 77   | 10月21日       | どうなるトランプ政権!? 2020年アメリカ大統領選挙を徹底解説! |
| 78   | 10月28日       | 懐かしの日本車も登場! カリフォルニア改造車文化 |
| 79   | 11月11日       | CNN特集 止まない銃乱射事件 世界から見たアメリカの銃規制とは |
| 80   | 11月25日       | 知られざるアメリカの歴史 “野蛮人の海岸”サンフランシスコ |
| 81   | 12月2日        | 知られざるアメリカの歴史 60年代ヒッピーカルチャーとは何か? |
| 82   | 12月16日       | 知られざるアメリカの歴史 ハーヴェイ・ミルク、自由と平等への闘い |
| 83   | 12月23日       | 2時間拡大! カリフォルニア移住ゲストSP 桃井かおり、野沢直子が語るアメリカの今と日本の今 |
| 84   | 2020年 1月20日 | 2時間拡大SP! 世界最大の自動車の街が巨大ミュージックシティに!? デトロイトってどんな街?音楽のルーツを探る旅 |
| 85   | 1月27日        | トランプ政権誕生後に激化する人種対立!? アメリカの白人至上主義の実態を徹底解説! |
| 86   | 2月9日         | いよいよ明日!!第92回アカデミー賞 マチヤマ徹底解説SP |
| 87   | 2月17日        | 大統領選挙のカギとなる巨大都市・デトロイト 全米一の自動車産業の街、その勃興の秘密に迫る? |
| 88   | 2月24日        | 色とりどりのガイコツたちが楽しく踊る!? サンディエゴ「死者の日」ってどんなお祭り? |
| 89   | 3月16日        | アメリカで感染拡大、新型コロナウイルスの影響は!? 町山が見た大統領選挙最前線&ラストベルト |
| 90   | 4月3日         | 新型コロナウイルス感染拡大! 外出禁止令下のカリフォルニアより町山緊急報告& 女性の権利を訴える「ウィメンズ・マーチ」徹底取材                                                                                       |
| 91   | 4月10日        | 外出禁止令下のカリフォルニアより町山緊急報告& ウィメンズ・マーチとおしゃれ政治活動アパレル店 |
| 92   | 4月17日        | 外出禁止令下のカリフォルニアより町山緊急報告 |
| 93   | 4月24日        | 外出禁止令下のカリフォルニアより町山緊急報告（2） |
| 94   | 5月1日         | 外出禁止令下のカリフォルニアより町山緊急報告（3） |
| 95   | 5月8日         | 外出禁止令下のカリフォルニアより町山緊急報告（4） |
| 96   | 5月15日        | 外出禁止令下のカリフォルニアより町山緊急報告（5） |
| 97   | 5月22日        | 外出禁止令下のカリフォルニアより町山緊急報告（6） |
| 98   | 5月29日        | 新型コロナウイルス感染のカリフォルニアとシカゴより町山緊急報告（7） |
| 99   | 6月5日         | 緊急特集!CNN記者逮捕と本社襲撃! 黒人死亡事件をめぐるデモ激化、その真相とは? |
| 100  | 6月12日        | 緊急特集（2）全米人種差別抗議デモ トランプ大統領は何をしたのか |
| 101  | 6月19日        | 緊急特集（3）全米人種差別抗議デモ ミネアポリス市警解体の衝撃、徹底解説 |
| 102  | 6月26日        | 人種差別抗議デモ続報&どうなる大統領選挙2020 |
| 103  | 7月3日         | 人種差別抗議デモ続報&銅像撤去運動を徹底解説 |
| 104  | 7月10日        | 人種差別抗議デモ続報 独立記念日と南軍旗とカーレース |
| 105  | 7月17日        | 人種差別抗議デモ続報 銃撃事件多発の真相 |
| 106  | 7月24日        | ベストヒットUSA×アメ知る 夏のコラボ! 小林克也・町山智浩のアメリカを語る2020 |
| 107  | 7月31日        | 人種差別抗議デモ続報 公民権運動の影の指導者・ジョン・ルイスの闘い |
| 108  | 8月7日         | 世界最大の被害! 新型コロナウィルスの猛威と戦うアメリカの現状 |
| 109  | 8月14日        | どうなる大統領選挙2020 CNN特集 トランプ大統領と陰謀論 前編 |
| 110  | 8月21日        | どうなる大統領選挙2020 CNN特集 トランプ大統領と陰謀論 後編 |
| 111  | 8月28日        | どうなる大統領選挙2020 カマラ・ハリスと民主党全国大会 |
| 112  | 9月4日         | どうなる大統領選挙2020 共和党全国大会とドナルド・トランプの素顔 |
| 113  | 9月11日        | どうなる大統領選挙2020 ドナルド・トランプ大統領の素顔 |
| 114  | 9月18日        | 新型コロナウィルス ハリウッド映画産業の現状と未来 |
| 115  | 9月25日        | 大統領選までいよいよ50日! トランプ大統領再選のゆくえ |
| 116  | 10月2日        | 大統領選までいよいよあと1か月! 最高裁判事、そしてトランプ大統領再選のゆくえ |
| 117  | 10月9日        | トランプvsバイデン直接対決の評価は? 第一回テレビ討論会 完全解説 |
| 118  | 10月16日       | 大統領選挙カウントダウン あと18日 日本とは全く違う!?アメリカの投票制度を解説 |
| 119  | 10月23日       | 大統領選挙カウントダウン 最大の争点!人工妊娠中絶のゆくえ |
| 120  | 10月30日       | 大統領選挙いよいよ直前! トランプ軍団の真実 |
| 121  | 11月6日        | 緊急生放送!ついに決着! 大統領選挙2020 町山徹底解説SP |
| 122  | 11月13日       | 泥沼化必至!? 大統領選挙の最新情報&町山が見た選挙戦ルポ |
| 123  | 11月20日       | アメリカ大統領選挙 上下院議員&住民投票がアメリカの未来を変える!? |
| 124  | 11月27日       | アメリカ大統領選挙総括 バイデン政権展望&選挙取材ウラ話 |
| 125  | 12月4日        | どうなる!?バイデン政権 |
| 126  | 12月11日       | 新型コロナ ワクチン開発の最前線 |
| 127  | 12月18日       | 累計死者30万人超え!医療の現場は?? 野沢直子さんの夫で看護師のボブさんに緊急インタビュー! |
| 128  | 12月25日       | 未だ負けを認めず、前代未聞! トランプ大統領の野望 |
| 129  | 2021年 1月8日  | どうなる2021年 新年SP |
| 130  | 1月15日        | 混乱する民主主義! 議事堂暴動とバイデン新政権 |
| 131  | 1月22日        | 大統領就任式 緊急生放送SP |
| 132  | 1月29日        | 史上初の女性副大統領 カマラ・ハリスの素顔 |
| 133  | 2月5日         | 連邦議会議事堂襲撃の背景と真相 |
| 134  | 2月12日        | 新型コロナワクチン事情最前線 |
| 135  | 2月19日        | 新型コロナワクチン事情最前線 後編 |
| 136  | 2月26日        | 緊急特集 アメリカを襲う記録的大寒波 |
| 137  | 3月5日         | 広がるアジア人差別の実態（1） |
| 138  | 3月12日        | 広がるアジア系アメリカ人差別の実態（2） |
| 139  | 3月19日        | 真相究明 陰謀論「Qアノン」とは何か |
| 140  | 3月26日        | 新型コロナワクチン接種事情&在米アジア人ヘイトクライム |
| 141  | 4月1日         | 深まる分断!アジア系差別 日系アメリカ人スター・ジョージ・タケイに聞く |
| 142  | 4月8日         | 分断するアメリカとSNS |
| 143  | 4月15日        | アカデミー賞直前情報（1） アジア系監督が描くアメリカとは? 「ミナリ」「ノマドランド」徹底解説 |
| 144  | 4月22日        | アカデミー賞直前情報（2） 映画から見えるアメリカ社会 |
| 145  | 4月29日        | 緊迫のミネアポリス ジョージフロイド裁判、白人警官に有罪判決 |
| 146  | 5月6日         | 徹底解説! ジョージフロイド裁判、有罪評決の意味 |
| 147  | 5月13日        | バイデン政権100日 施政方針演説、驚きの内容を徹底解説 |
| 148  | 5月20日        | アメリカ奴隷制度を知る |
| 149  | 5月27日        | アメリカ奴隷制度を知る（2） |
| 150  | 6月3日         | 押し寄せる中米移民 テキサス国境の町は今!? |
| 151  | 6月10日        | 押し寄せる中米移民 テキサス国境の町は今!?後編 |
| 152  | 6月17日        | 奴隷制度とアメリカ文化 ニューオーリンズ・ジャズ〜前編 |
| 153  | 6月24日        | 奴隷制度とアメリカ文化 ニューオーリンズ・ジャズ〜後編 |
| 154  | 7月1日         | 奴隷制度とアメリカ文化 ニューオーリンズ、秘められた歴史とケイジャン料理 |
| 155  | 7月8日         | CNN特別番組 共和党 (アメリカ合衆国)の変貌 アメリカ社会で起きている大きな変化! |
| 156  | 7月15日        | アメリカ独立記念日7月4日とは何か? 復活ムードに沸くニューヨークを町山が訪問 |
| 157  | 7月22日        | 世界最大級の謝肉祭 ニューオーリンズ・マルディグラ |
| 158  | 7月29日        | ニューヨークの北端 ヒスパニックの街 ワシントンハイツがアツい!なぜ? |
| 159  | 8月5日         | 新型コロナ感染再拡大 緊急解説!ブレイクスルー感染とワクチンの有効性 |
| 160  | 8月12日        | プリンス亡くなり5年 ミネアポリスゆかりの地を巡る |
| 161  | 8月19日        | 少数民族モン族とアメリカ社会 |
| 162  | 8月26日        | 1968年もう一つのウッドストック 「ハーレム・カルチュラル・フェスティバル」とは? |
| 163  | 9月2日         | コロナ禍、BLM、大統領選挙、議会議事堂襲撃… アメリカ激動の1年総まとめ |
| 164  | 9月9日         | 北欧移民の多く住むミネソタ州ミネアポリス 移民独自の文化がアメリカを経て世界に |
| 165  | 9月16日        | 人工妊娠中絶問題 テキサス州ハートビート法の衝撃 |
| 166  | 9月23日        | 移民大国アメリカ 希望の島と自由の女神 |
| 167  | 9月30日        | 移民大国アメリカ 希望の島と自由の女神 後編 |
| 168  | 10月7日        | 開花したブラックカルチャー ニューヨーク・ハーレムってどんな街? |
| 169  | 10月14日       | 全米で中絶禁止法に反対する抗議デモ 渦中のテキサス州オースティンを取材! |
| 170  | 10月21日       | ブリトニー・スピアーズ 財産から子作りまで管理する父親 |
| 171  | 10月28日       | 成長し続けるテキサス州オースティン 伝統の南部!ブーツからBBQまで |
| 172  | 11月4日        | 「ソウルの女王」アレサ・フランクリンとゴスペル |
| 173  | 11月11日       | ヘンテコな街テキサス州オースティン特集と マサチューセッツ州ボストンに見る市政 |
| 174  | 11月18日       | 農業大国を支えるメキシコ人労働者 米国の農業の現場を町山が突撃取材! |
| 175  | 11月25日       | 農業大国を支えるメキシコ人労働者 共に畑で汗を流して見た現実とは!? |
| 176  | 12日2日        | 米国のマイノリティー・ユダヤ教のハシディックとは? NYユダヤ人コミュニティに突撃取材 |
| 177  | 12月9日        | オミクロン株の脅威 遺伝子研究の第一人者、パオ博士に聞く |
| 178  | 12月16日       | 映画撮影現場での誤射死亡事故 武器取り扱い専門家「アーマラー」とは? |
| 179  | 12月23日       | 事件現場に駆けつけニュース映像を撮影 スクープ映像カメラマン「ストリンガー」 |
| 180  | 2022年 1月6日  | 祝!放送200回突破記念! 今年もアメリカの今を伝え続けます ロサンゼルス編 |
| 181  | 1月13日        | ニューヨーク ポップカルチャー史をひも解く |
| 182  | 1月20日        | 連邦議会議事堂乱入事件から1年 アメリカ政治の行方は? |
| 183  | 1月27日        | 連邦議会議事堂襲撃事件から1年 議事堂を守った警察官たちの証言 |
| 184  | 2月3日         | 虐殺を逃れてアメリカにやって来た人々 アルメニア移民たちの知られざる歴史 |
| 185  | 2月10日        | 虐殺を逃れて米国に来た人々 アルメニア移民と日系移民の知られざる歴史 |
| 186  | 2月17日        | 第94回アカデミー賞ノミネート 受賞大予測&アカデミー映画博物館! |
| 187  | 2月24日        | 第94回アカデミー賞ノミネーション 男優&女優賞大予測&アカデミー映画博物館第2弾 |
| 188  | 3月3日         | ユダヤ系米国人の実態 NYユダヤ人博物館&LAホロコースト博物館 |
| 189  | 3月10日        | ロシアのウクライナ侵攻 アメリカ国内情勢&LAホロコースト博物館 |
| 190  | 4月7日         | アメリカのインフレ事情 アメリカの農業の現場で起きている異変 |
| 191  | 4月14日        | アメリカのインフレ事情 アメリカのトラック輸送の現場で起きている異変 |
| 192  | 4月21日        | 知られざる日系アメリカ人の歴史 日系人収容所から戦場へ ある青年の物語 |
| 193  | 4月28日        | 知られざる日系アメリカ人の歴史 日系人強制収容所と日系人の証言 |
| 194  | 5月12日        | 知られざる日系アメリカ人の歴史 日系人強制収容所跡と体験者の証言（2） |
| 195  | 5月19日        | アメリカ人工妊娠中絶問題 最高裁の草案が事前流出!中絶全面禁止? |
| 196  | 5月26日        | アメリカ交通取締り人種差別問題 警察官は黒人に厳しく対処している!? |
| 197  | 6月2日         | ラスベガス"光と影" 世界一の歓楽街ラスベガス!知られざる歴史 |
| 198  | 6月9日         | ラスベガスの"光と影" 世界一の歓楽街ラスベガス!知られざる歴史（2） |
| 199  | 6月16日        | 冷戦時の"影" 核実験を見ようと押し寄せた人々! |
| 200  | 6月23日        | 冷戦時の"影"（2） 核爆弾を米国の"未来"と考えていた!? |
| 201  | 6月30日        | 南北戦争以来の分断か!? 「人工妊娠中絶禁止法」合憲判決の衝撃 |
| 202  | 7月7日         | アメリカを分断した男 極右陰謀論者アレックス・ジョーンズとは!? |
| 203  | 7月14日        | 世界を変えたロックスター・エルヴィス・プレスリー メンフィスでルーツを徹底検証! |
| 204  | 7月21日        | 世界を変えたロックスター エルヴィス・プレスリー プレスリーの大豪邸や博物館を大公開! |
| 205  | 7月28日        | 米国のウクライナ シカゴのウクライナ人コミュニティを取材! |
| 206  | 8月4日         | 米国のウクライナ シカゴのウクライナ人コミュニティを取材（後編） |
| 207  | 8月11日        | スターの"素顔" 社会奉仕活動に取り組むハリウッドスターたち |
| 208  | 8月18日        | ラスベガス最新事情 ギャンブルの街からファミリー向けへ |
| 209  | 8月25日        | ラスベガス最新事情 ギャンブルの街からファミリー向けの街へ（2） |
| 210  | 9月1日         | トランプ大統領を作った男スティーブ・バノン氏 アメリカを分断し世界をも分断!? |
| 211  | 9月8日         | トランプ氏を大統領にした男スティーブ・バノン氏（2） 欧州で理想国家を目指す!? |
| 212  | 9月15日        | アメリカでは環境問題はビジネスチャンス!? 「地球のあしたを考えよう」ウィーク |
| 213  | 9月22日        | アメリカの老後 LA日系人老人ホーム 老後と社会保険制度 |
| 214  | 9月29日        | ハッサン博士インタビュー 「カルト・オブ・トランプ」とは? |
| 215  | 10月6日        | ハッサン博士インタビュー（2） カルトとマインドコントロールの驚異 |
| 216  | 10月13日       | テネシー州メンフィスから世界は変わった! アメリカ音楽の源流をたどる |
| 217  | 10月20日       | テネシー州メンフィス アメリカ音楽の源流をたどる（2） |
| 218  | 10月27日       | いよいよ中間選挙! フロリダ州選挙戦リポート民主党編 |
| 219  | 11月3日        | いよいよ中間選挙間近! フロリダ州選挙戦リポート共和党編 |
| 220  | 11月10月       | 中間選挙結果速報! トランプ前大統領が住む「パームビーチ」を徹底取材 |
| 221  | 11月17日       | どうなるアメリカ!? 町山が見た!激戦の中間選挙リポート第一弾 |
| 222  | 11月24日       | どうなるアメリカ!? 町山が見た!中間選挙最前線リポート第二弾 |
| 223  | 12月1日        | 中間選挙総括&アメリカ音楽の源流をたどる!第三弾 伝説のSTAXレコード |
| 224  | 12月8日        | 番組書籍出版記念! 多民族国家・アメリカの真実! |
| 225  | 12月15日       | CNN特集 保守化したアメリカ最高裁とその理由 |
| 226  | 12月22日       | CNN特集 保守化するアメリカ最高裁 歴史編 |
| 227  | 2023年 1月5日  | 多民族国家・アメリカの真実! 未公開編 |
| 228  | 1月12日        | 2024年大統領選でも大注目 今、マイアミがアツい! |
| 229  | 1月19日        | フロリダ州マイアミ第2弾 「フロリダを作った男」! |
| 230  | 1月26日        | 全米で最もアツいブームタウン・フロリダ州マイアミ リトルハバナの歩きかた〜前編 |
| 231  | 2月2日         | 全米で最もアツいブームタウン・フロリダ州マイアミ リトルハバナの歩きかた〜後編 |
| 232  | 2月16日        | 注目作目白押し! アカデミー賞徹底解説1時間SP |
| 233  | 3月2日         | シリーズ:老後を考える第2弾 全米最大級の老人コミュニティ |
| 234  | 3月9日         | コロナ禍で注目 CDCアメリカ疾病予防管理センターとは? |
| 235  | 3月16日        | 「風と共に去りぬ」と南北戦争〜前編 |
| 236  | 3月30日        | 「風と共に去りぬ」と南北戦争〜後編 |
| 237  | 4月6日         | プーチン大統領が最も恐れた男「ナワリヌイ」とは? |
| 238  | 4月13日        | 没後55年 キング牧師と公民権運動 〜前編 |
| 239  | 4月20日        | 没後55年 キング牧師と公民権運動 〜後編 |
| 240  | 4月27日        | 大自然と宗教の街 ソルトレイクシティの旅 〜前編 |
| 241  | 5月4日         | 大自然と宗教の街 ソルトレイクシティの旅 〜後編 |
| 242  | 5月11日        | 末日聖都イエス・キリスト協会 通称・モルモン教とは何か? |
| 243  | 5月18日        | 末日聖徒イエス・キリスト教会 モルモン教とは何か? 後編 |
| 244  | 5月25日        | 1号店は何故かソルトレイクシティー!? あの世界的な有名店の真実 |
| 245  | 6月1日         | CNN特集 自由を求めて〜命がけの南米移民キャラバンに密着 |
| 246  | 6月8日         | あなたの先祖がわかる!? 世界最大級の家系図ライブラリーとは? |
| 247  | 6月15日        | CNN特集 サンフランシスコで今、何が起こっている? |
| 248  | 6月22日        | インディアナポリス アメリカ人が大好きな世界最速レースって? |
| 249  | 6月29日        | インディアナポリス アメリカ人が大好きな世界最速レースって?〜後編〜 |
| 250  | 7月6日         | CNN特集 トランプ氏起訴の衝撃と大統領選挙の行方 |
| 251  | 7月13日        | ナバホ族の聖地 モニュメント・バレーをゆく |
| 252  | 7月20日        | ナバホ族の聖地 モニュメント・バレーをゆく（2） |
| 253  | 7月27日        | ナバホ族の聖地 モニュメント・バレーとハリウッド |
| 254  | 8月3日         | アメリカ国内の独立国 ナバホ・ネイションの現実 |
| 255  | 8月10日        | CNN特集 テキサス州小学校銃乱射事件の真相 |
| 256  | 8月17日        | ナバホ族の聖地 モニュメント・バレー 大自然キャンプ体験 |
| 257  | 8月24日        | CNN特集 アメリカ最大の課題 激増する移民 |
| 258  | 8月31日        | CNN特集 アメリカ最大の課題 激増する移民 〜後編 |
| 259  | 9月7日         | 全米25州43都市! ご当地グルメ大特集! |
| 260  | 9月14日        | CNN特集 人工妊娠中絶禁止州の現状 |
| 261  | 9月21日        | 日本人が知らないアメリカ 近代文明を拒絶して暮らすアーミッシュ |
| 262  | 10月21日       | 日本人が知らないアメリカ 近代文明を拒絶して暮らすアーミッシュ |
| 263  | 11月18日       | 日本人が知らないアメリカ まさかの近代化!?進化するアーミッシュ社会 |
| 264  | 12月16日       | CNN特集 AIの未来と危険性 |
| 265  | 2024年 1月20日 | CNNリポート ガザ野戦病院の実態/ニューメキシコ州、野生馬を探せ! |
| 266  | 2月17日        | トランプ人気が止まらない!? 町山、大統領選挙突撃リポート |
| 267  | 3月16日        | 原爆の父・科学者オッペンハイマーとは? 世界初の原爆実験場の現在 |
| 268  | 5月29日        | もしトラが現実に!?熱烈トランプ支持者の実像とは? |
| 269  | 7月27日        | いよいよバイデン下ろし!? どうする民主党&共和党全国大会リポート |
| 270  | 9月21日        | トランプVSハリス、ついに直接対決! 民主党全国大会&テレビ討論会 |
| 271  | 11月13日       | 米大統領ついに決定! アメリカの未来を徹底解説 |
| 272  | 2025年 2月5日  | ついに最終回!26州50都市293回 名シーンを振り返りトーク |

## スタッフ
- コーディネイト：Shiori Suzuki、Toizume Atsushi
- 編修：柳原真砂美、筒井啓介
- MA：玉田良太
- 音効：富田康
- デスク：小泉真弓（BS朝日）
- 広報：田中久美香
- AD：大谷太亮、武藤聖
- ディレクター：ヤギトモヒロ、熊谷昌一
- プロデューサー：遠藤行泰（BS朝日）、平子傑（BS朝日）、齊藤充（JCTV）、庵原太郎（JCTV）
- チーフプロデューサー：藤川克平（BS朝日）
- 制作：BS朝日、JCTV